# Isichthys
Isichthys is een geslacht van straalvinnige vissen uit de familie van de tapirvissen (Mormyridae).

## Soort
- Isichthys henryi Gill, 1863